# Tscherkisowoer Markt
Der Tscherkisowoer Markt (russisch Черкизовский рынок) war in den 1990er Jahren und bis Mitte 2009 ein großteils überdachter Markt am östlichen Stadtrand von Moskau, neben dem Stadion des Fußballvereins Lokomotive Moskau. Er war mit einer Fläche von weit über 200 Hektar (entspricht etwa 150 Fußballfeldern) der größte Markt Moskaus und galt als größter Markt in ganz Osteuropa. Im Volksmund wurde er scherzhaft auch Tscherkison oder Tscherki-Sona genannt (Sona (Zone) ist ein umgangssprachlicher russischer Begriff für Straflager).

## Der Markt

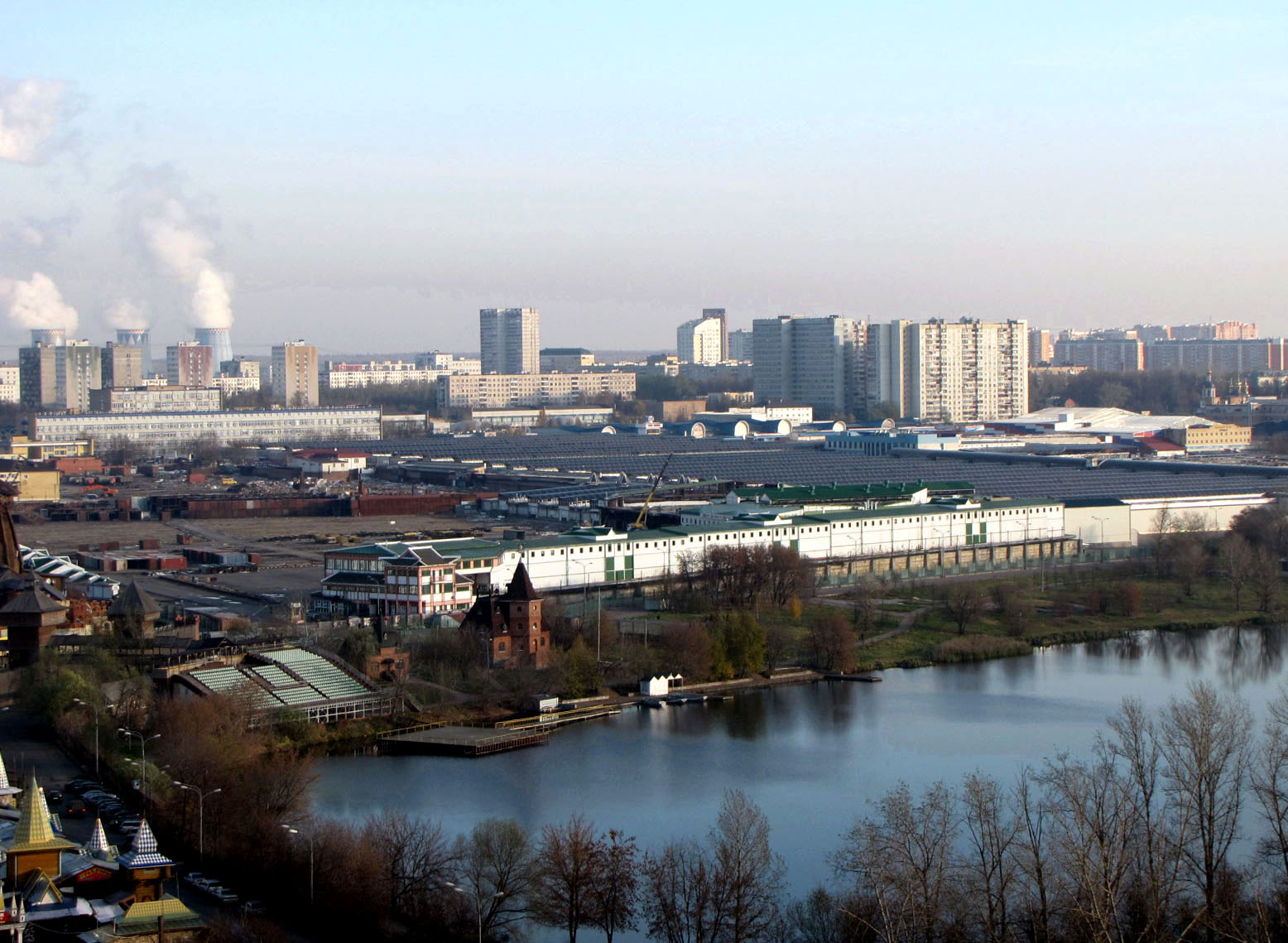
2010

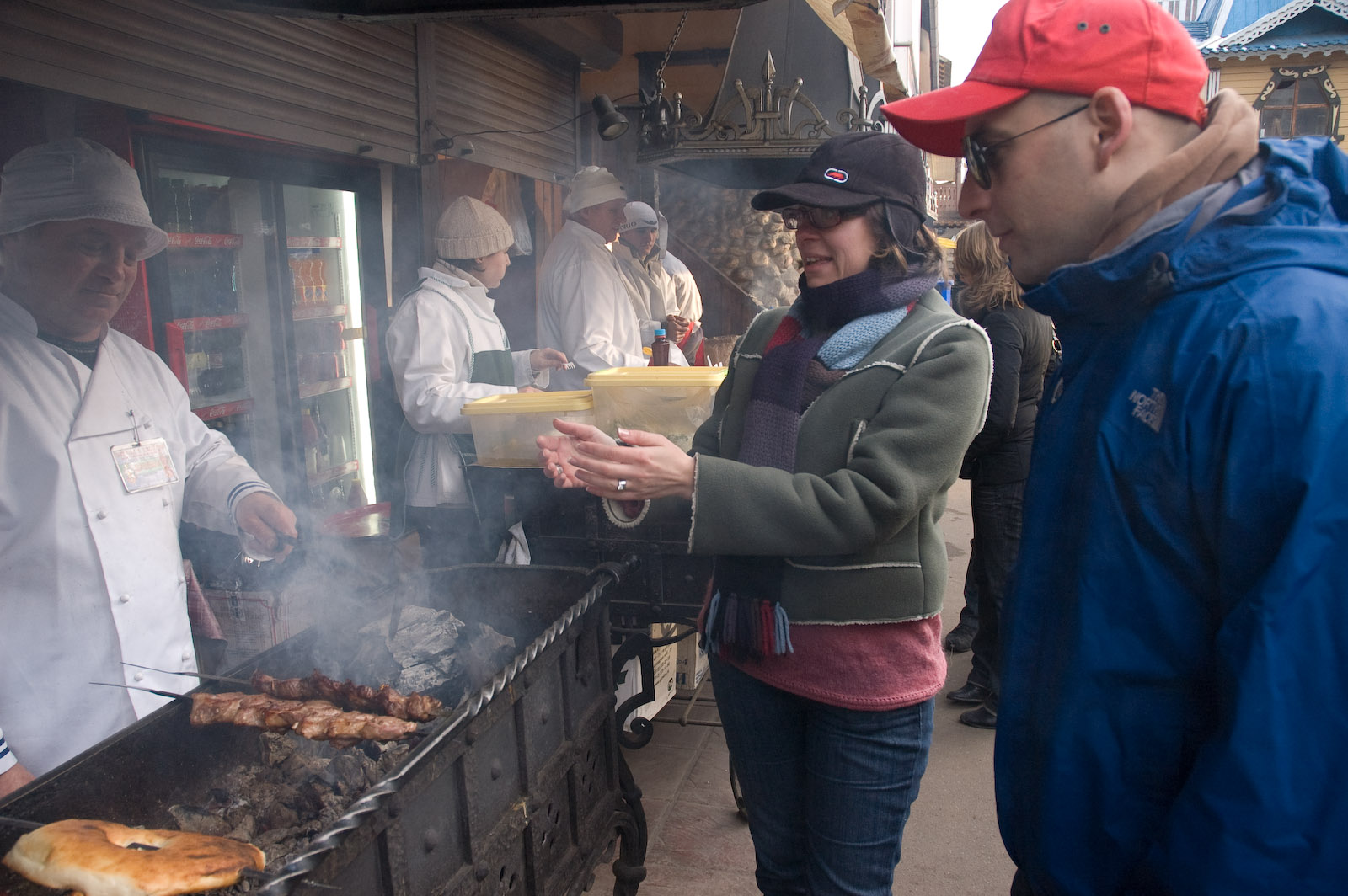
Auf dem Tscherkisowoer Markt im März 2008

Der Tscherkison entstand nach dem Zerfall der Sowjetunion Anfang der 1990er Jahre. Die Markthallen lagen zum großen Teil auf einem Gelände, das dem russischen Staat, genauer der Universität für Körperkultur, Sport und Tourismus gehörte, zu einem kleineren Teil auch auf Grundflächen der Stadt Moskau. Benannt ist der Markt nach dem Dorf Tscherkisowo, das sich früher an seiner Stelle befand. Das Einzugsgebiet, aus dem die Käufer kamen, umfasste den gesamten europäischen Teil Russlands. Sie versorgten sich dort mit Billigware, um sie in ihrer Heimat wieder zu verkaufen. Auf dem Markt befanden sich neben rund 25.000 Verkaufsständen für Waren und Dienstleistungen aller Art und Preislagen auch aus Containern errichtete zweistöckige Markthallen mit illegalen Wohnheimen im oberen Stockwerk und Werkstätten wie Näh- und Bügelstuben im Erdgeschoss, Teestuben, rund 300 Cafés, Garküchen, Spielhöllen, Massagesalons, Übersetzerbüros, billige Arztpraxen aller Fachrichtungen, mehrere Moscheen, Betstuben für verschiedene Religionsrichtungen usw. Tadschikistan unterhielt auf dem Marktgelände sogar ein Konsulat für die rund 17.000 Bürger des Landes, die auf dem Markt tätig waren. Das Warenangebot reichte von Kleidung, Schuhen, Spielzeug, Feuerwerkskörpern und allerlei billigstem Tand bis zu Stierhoden und Drogen.
Schätzungen besagen, dass auf dem Areal 100.000 bis 150.000 Menschen als Standpächter, Großhändler, Spediteure, Lastenträger, Mobiltoilettenbetreiber etc. gearbeitet haben und teils viele Monate lang im Marktbereich wohnten, ohne ihn zu verlassen. Meist waren es Menschen aus den zentralasiatischen ehemaligen Sowjetrepubliken (beispielsweise Tadschikistan), dem Kaukasus, sowie Russen, Afghanen, Chinesen, Vietnamesen, Koreaner, Inder, Pakistani, Türken, Uiguren, Bergjuden und Syrer. Insgesamt beherbergte der Marktkomplex rund ein Dutzend verschiedene Teilmärkte, zum Beispiel den Eurasia oder den Sirenewaja. Aufgrund der Dominanz der asiatischstämmigen Händler, die im Inneren des Marktes ein regelrechtes Chinesenviertel als undurchschaubare „Stadt in der Stadt“ bildeten, in dem nur chinesisch gesprochen wurde und chinesische Schriftzeichen vorherrschten, wurde dieser Teil des Tscherkison auch als Chinesenmarkt tituliert. Offiziell gemeldet waren nach Behördenangaben lediglich etwa 3.000 Ausländer. Real sollen jedoch Tausende oder gar Zehntausende Beschäftigte aus China und Vietnam stammen. Ein Stand mit etwa sechs Quadratmeter Verkaufsfläche kostete auf dem Tscherkisowoer Markt umgerechnet über 2.200 Euro Monatsmiete, im Voraus zu zahlen. Auf diese offizielle Platzgebühr kamen oft nochmals 100 Prozent Schmiergeld an alle möglichen Behörden.
Ganze Güterzüge steuerten täglich den Markt an, Lastwagen wurden im Minutentakt entladen. Täglich kamen über eine Million Besucher mit über 1000 (bis zu 5000) Bussen täglich, Lastfahrzeugen oder dem überfüllten Nachtschnellzug aus Richtung Duschanbe angereist. Der Reinerlös der Marktbetreiber wurde zuletzt mit umgerechnet mehr als 1,2 Milliarden Euro jährlich beziffert, an guten Tagen soll der Umsatz bei 50 Millionen Dollar (35 Millionen Euro) gelegen haben, andere Angaben sprechen von bis zu 250 Millionen Euro täglich. Den Großteil des Marktes kontrollierte der aserbaidschanische Unternehmer und Milliardär Telman Ismailow über seine Firmengruppe AST.

## Schließung
Die Moskauer Stadtverwaltung unternahm seit 1999 diverse Razzien und mehrere vergebliche Anläufe zur Schließung. Nachdem Moskaus Bürgermeister Luschkow seit 2002 200 kleine Märkte in der Stadt beseitigte, drängte die russische Regierung die Stadt Moskau jahrelang vergeblich, auch den Tscherkisowoer Markt zu schließen. Die Korruption in den Behörden verhinderte dies immer wieder. Polizisten in Uniform konnten das Gelände gar nicht betreten, auch die Migrationsbehörde und der Zoll hatten keinen Zutritt. Am 21. August 2006 verübte die ultranationalistische russische Gruppierung Spas (Спас) einen Sprengstoffanschlag gegen den Markt, dem 14 Menschen zum Opfer fielen. Mehrmals zerstörten offene Feuer Teile des Marktes.
Am 25. Juni 2009 verlangte der Leiter der Ermittlungsabteilung der Generalstaatsanwaltschaft die Schließung des Marktes und bezeichnete ihn als „Höllenloch“ und „Kloake der Kriminalität“. Am 29. Juni 2009 verfügte die Moskauer Verwaltung die Schließung und setzte sie diesmal ohne jede Vorwarnung noch in derselben Nacht mit Hilfe der OMON-Miliz durch. Zunächst sollte es nur für wenige Tage bis zur Wiederherstellung hygienischer Zustände sein, dann wurde ein Zeitraum von 90 Tagen verkündet, am 15. Juli teilte Bürgermeister Luschkow mit: „Der Markt ist geschlossen, ich denke für immer.“ Begründet wurde dies mit Verstößen gegen Brandschutz und Hygiene sowie Zollvergehen, illegaler Einwanderung, Drogenmissbrauch, Prostitution, Glücksspiel und Markenpiraterie. Unter den Händlern sollen 36 Fälle von Syphilis und 13 Fälle von AIDS festgestellt worden sein. Nach Angaben der Moskauer Generalstaatsanwaltschaft wurden im September 2008 bei einer Razzia 6.000 Container mit Schmuggelware im Wert von umgerechnet zwei Milliarden US-Dollar entdeckt. Auch giftbelastetes Spielzeug aus China wurde entdeckt. Über 40.000 der Beschäftigten sollen entweder keine oder gefälschte Gesundheitspapiere gehabt haben. Vize-Ministerpräsident  Wiktor Christenko gab als weiteren Grund für die Schließung des Marktes an, die russische Leichtindustrie vor ausländischer Konkurrenz mit Dumpingpreisen schützen zu wollen.
Als eigentlicher Grund für die Schließung des Marktes wird in den Medien auch über Differenzen zwischen Ministerpräsident Wladimir Putin und seinem langjährigen Widersacher, dem Moskauer Oberbürgermeister Luschkow und über Differenzen bei der Aufteilung des Gewinns spekuliert. Die Missstände auf dem Markt hätten schließlich 18 Jahre lang niemanden gestört. Als willkommener Auslöser der Schließung wird die pompöse Eröffnungsparty des Hotels Mardan Palace im Mai 2009 angesehen, an der neben Stargästen wie Sharon Stone, Richard Gere, Mariah Carey und Paris Hilton trotz der aktuellen Wirtschaftskrise auch Luschkow als Freund des Besitzers Ismailow zu sehen war. Dieses Luxushotel im Stadtteil Lara der türkischen Stadt Antalya, die ein beliebtes Ziel auch russischer Touristen ist, gilt mit weit über einer Milliarde Euro Baukosten als das „teuerste Hotel Europas“ (im asiatischen Teil der Türkei) und soll vor allem mit den Gewinnen aus dem Tscherkisowoer Markt finanziert werden. Nach der Hoteleröffnung kündigte Ismailow zudem an, die türkische Staatsangehörigkeit beantragen zu wollen, obwohl er in Russland zu Wohlstand gekommen ist. Am 7. Juni 2009 brachte der staatliche Fernsehsender Rossija eine Reportage, in deren Mittelpunkt Ismailow stand. Kurz zuvor, am 1. Juni 2009, hatte Ministerpräsident Putin in einer Regierungssitzung gefragt, weshalb wegen des skandalösen Marktes eigentlich noch niemand verhaftet worden sei. Auch außenpolitische Hintergründe werden in den Medien vermutet: Die Regierung Kirgisiens stimmte kurz zuvor einer Transitbasis des US-Militärs auf dem Flughafen Manas zu, gegen den Widerstand Russlands. Von der Schließung des Tscherkisowoer Marktes ist vor allem die kirgisische Textilwirtschaft stark betroffen, die bis zu 40 Prozent ihrer Produktion dort verkaufte.

## Folgen der Schließung
Nach Angaben der „Föderation der Migranten in Russland“ (ein Verband der Wanderarbeiter) wurden durch die Schließung mindestens 100.000 Menschen arbeitslos, indirekt seien Millionen Arbeitsplätze betroffen. Nach offiziellen Angaben gehen maximal 200.000 Arbeitsplätze verloren. Die Stadt unterstützt praktisch nur Russen bei der Suche nach einem neuen Standort. Nach offiziellen Angaben haben nach der Schließung zwei Drittel der 3.000 offiziell registrierten Ausländer neue Arbeitsplätze gefunden, darunter 1.200 im Handelszentrum „Moskau City“ und 450 auf dem Luschniki-Markt. Über 100 Chinesen und Vietnamesen wurden den Angaben zufolge des Landes verwiesen. Moskaus Bürgermeister Luschkow sagte: „Für die einheimischen Produzenten finden wir neue Plätze, aber alle Chinesen und Vietnamesen verlassen Moskau.“ Größere Marktbetreiber, vor allem Moskauer, konnten bereits vor der Schließung Ersatzflächen auf anderen Märkten wie dem Luschniki-Markt oder dem (ebenfalls von Ismailow kontrollierten) Warschawski-Markt beziehen. Nach der Schließung sind laut Behördenangaben rund 1.500 Lastwagen mit Ware abtransportiert worden, die oft das ganze Vermögen der meist am Rande des Existenzminimums lebenden Kleinhändler darstellen. Zahlreiche Händler versuchten auf andere Märkte Moskaus auszuweichen, die aber zum einen deutlich höhere Standpachten verlangen, was sich wenige der vertriebenen Tscherkisowoer Händler leisten können. Die Ausweichmärkte sehen sich andererseits zunehmender Konkurrenz und Preisdumping ausgesetzt und haben eine Anti-Tscherkison-Vereinigung gegründet. Die tausenden vertriebenen Markthändler kamen zuerst wochenlang gar nicht, danach nur schwer und gegen hohe Gebühren und Schmiergelder an ihre im abgesperrten Marktbereich gelagerten Waren heran. Viele stehen daher vor dem Ruin. Der fehlende Warennachschub aus dem Tscherkisowoer Markt führte dazu, dass mehrere Wiederverkäufermärkte in den asiatischen Teilen Russlands ebenfalls schließen mussten.
Aufgrund der zahlreichen von der Schließung betroffenen Chinesen hat sich die Regierung der Volksrepublik China eingeschaltet und die Fortsetzung des Warenvertriebs in Moskau zur Staatsangelegenheit erklärt. Ende Juli reiste eine Delegation des MOFCOM, angeführt vom Vize-Handelsminister Gao Hucheng, nach Moskau, um über das weitere Schicksal der chinesischen Wanderarbeiter zu verhandeln. China will den Bau eines neuen Handelszentrums für 80.000 chinesische Händler im Moskauer Vorort Ljuberzy für eine Milliarde US-Dollar unterstützen, nach Angaben der Moskauer Stadtverwaltung ist dieses Projekt jedoch noch nicht konkret. Die Folgen der Schließung des Marktes für die russisch-türkischen Handelsbeziehungen waren auch Thema bei einem Besuch des russischen Präsidenten Putin in der Türkei Anfang August 2009.
Das Marktgelände soll nun für den Bau von Wohnungen, Hotels und öffentlichen Sportanlagen umgewidmet werden. Mit dem Abriss soll im September 2009 begonnen werden. Gegen Oleg Matyzin, den ehemaligen Rektor der Universität für Körperkultur, Sport und Tourismus, auf deren Grundstück der Markt lag, wurde im August 2009 ein Ermittlungsverfahren eingeleitet. Ihm wird vorgeworfen, das Gelände illegal an den Marktbetreiber Ismailow vermietet zu haben.